# Park Narodowy Pieljekaise
Park Narodowy Pieljekaise (szw. Pieljekaise nationalpark) – park narodowy w Szwecji, położony na terenie gminy Arjeplog w regionie Norrbotten. Został utworzony w 1909 w celu ochrony naturalnych lasów brzozowych porastających strefę przejściową między obszarem Gór Skandynawskich i borami sosnowymi.
Główną trakcją na terenie parku są przede wszystkim naturalne lasy brzozowe, które przyjmują kilka form - od dość gęstego, z bogatym runem aż do przypominającego wrzosowisko. Znajdują się tutaj również ślady obozowisk i chat Lapończyków.  Lapończycy nadali także nazwę głównemu wzniesieniu parku - górze Pieljekaise, od której wywodzi się nazwa parku. W języku lapońskim Pieljekaise znaczy "góra - ucho", gdyż dwa wierzchołki góry kształtem przypominają ucho.
W kilku jeziorach w Parku Narodowym Piljekaise występuje palia alpejska (Salvelinus alpinus). Na terenie parku można spotkać rosomaka (Gulo gulo), niedźwiedzia (Ursus arctos), lisa polarnego (Vulpes lagopus) oraz sokoła norweskiego (Falco rusticolus).
Rośliną charakterystyczną dla polan w lasach brzozowych jest pełnik europejski (Trollius europaeus). Każdej wiosny zakwita on licznie na terenie całego parku.
Park jest położony około 10 km na południe od miejscowości Jäkkvikk w gminie Arjeplog. 
Przez teren parku przebiega szlak turystyczny Kungsleden. Szlak ten oferuje najłatwiejszy sposób na dostanie się na teren parku, gdyż nie prowadzą tam żadne drogi dojazdowe. Na terenie parku znajduje się jedno schronienie noclegowe dla turystów.